# Movimento Karabakh
Il Movimento Karabakh (in armeno Ղարաբաղյան շարժում), conosciuto anche come Movimento Artsakh, è stato un movimento popolare di massa sviluppatosi in Armenia tra il 1988 ed il 1991 con l'obiettivo di portare la regione del Nagorno Karabakh, prevalentemente popolata da armeni, dalla giurisdizione azera a quella armena.
In principio, il movimento non svolgeva propaganda anti-sovietica né invocava l'indipendenza dell'Armenia. Esso fu guidato da un gruppo di intellettuali riuniti nel Comitato Karabakh che lo trasformarono nel 1989 nel Movimento nazionale pan-Armeno (HHSh) uscito poi vincitore alle elezioni politiche del 1990.
Nel 1991 sia il Nagorno Karabakh che l'Armenia dichiararono la propria indipendenza e, a gennaio 1992, scoppiò la prima guerra del Nagorno Karabakh con l'Azerbaigian.

## Cronologia

### 1987
- settembre: viene fondata da Paruyr Hayrikyan l'Unione per l'Autodeterminazione Nazionale
- 17 ottobre: si svolgono a Erevan le prime proteste con oggetto problemi ambientali
- 18 ottobre: si tiene un raduno in piazza della Libertà a Yerevan con la richiesta di unificazione del Karabakh all'Armenia.

### 1988
- 13 febbraio: prime proteste a Step'anakert, capoluogo del Nagorno Karabakh
- 18-26 febbraio: numerose imponenti manifestazioni a Yerevan per l'unificazione del NK con l'Armenia
- 20 febbraio: il Soviet Supremo dell'Oblast Autonomo del Nagorno Karabakh chiede ufficialmente di trasferire la regione sotto la giurisdizione del soviet dell'Armenia
- 22-23 febbraio: scontri tra armeni ed azeri ad Askeran
- 26 febbraio: su invito di Michail Gorbačëv vengono sospese le manifestazioni di protesta per consentire al Segretario di assumere una posizione sulla questione
- 27-29 febbraio: pogrom di Sumgait
- 9 marzo: Gorbačëv incontra i leader armeni ed azeri per discutere della riunificazione[2]
- 22 marzo: 100.000 persone in piazza a Yerevan manifestano il loro malcontento per la posizione assunta dal governo[3]
- 23 marzo: il Soviet Supremo dell'Unione Sovietica respinge le richieste degli armeni e proibisce manifestazioni di piazza
- 26 marzo: decine di migliaia di dimostranti si radunano non autorizzati in piazza a Yerevan
- 30 marzo: il partito Comunista dell'Oblast adotta una risoluzione che chiede la riunificazione con l'Armenia
- 24 aprile: in occasione dell'anniversario del genocidio armeno centinaia di migliaia di persone si recano in visita al memoriale di Tsitsernakaberd
- 21 maggio: si dimette il segretario della Repubblica Socialista Sovietica Armena, Karen Demirchyan[4]
- 28 maggio: viene issata per la prima volta di fronte al Matenadaran la bandiera armena
- 15 giugno: il Consiglio del Soviet Supremo dell'Armenia vota per la riunificazione con l'Oblast Autonomo del Nagorno Karabakh[5]
- 17 giugno: il Consiglio del Soviet Supremo dell'Azerbaigian vota contro la riunificazione
- 28-29 giugno: la conferenza dei partiti comunisti dell'Unione Sovietica disapprova le richieste armene
- 5 luglio: truppe sovietiche affrontano i manifestanti all'aeroporto di Zvartnots, un morto e dieci feriti
- 12 luglio: Il Consiglio del Soviet dell'Oblast del NK vota per l'unificazione con l'Armenia
- 18 luglio: Il Consiglio del Soviet Supremo respinge la richiesta armena
- 21 luglio: l'attivista e dissidente Paruyr Hayrikyan viene esiliato in Etiopia[6]
- autunno: comincia l'esodo dei 150.000 azeri che vivono in Armenia mentre a Stepanakert viene dichiarato lo stato di emergenza dopo gli incidenti etnici[7]
- novembre: pogrom di Kirovabad[8], migliaia di armeni fuggono dall'Azerbaigian[9]
- 7 novembre: centinaia di migliaia di dimostranti in piazza a Yerevan per sostenere il Comitato Karabakh
- 22 novembre: il Consiglio del Soviet Supremo dell'Armenia riconosce ufficialmente il genocidio armeno
- 24 novembre: stato di emergenza dichiarato a Yerevan
- 7 dicembre: terremoto in Armenia a Spitak
- 10 dicembre: i membri del Comitato Karabakh sono arrestati e inviati a Mosca

### 1989
- 16 marzo: si ferma, in conseguenza del terremoto di dicembre, la centrale nucleare armena di Metsamor
- 31 maggio: i membri del Comitato Karabakh ritornano liberi
- 1º dicembre: Il Consiglio del Soviet Supremo dell'Armenia e quello dell'Oblast del Nagorno Karabakh dichiarano l'unificazione delle due entità

### 1990
- 13-19 gennaio: pogrom armeno di Baku[10]
- 20 maggio: alle elezioni parlamentari armene si impone il fronte per l'indipendenza
- 4 agosto: Lewon Ter-Petrosyan è eletto presidente del Consiglio Supremo e di fatto si impone come nuovo leader dell'Armenia
- 23 agosto: il Consiglio del Soviet Supremo dell'Armenia dichiara l'indipendenza[11]

### 1991
- 30 aprile: forze speciali sovietiche e azere danno inizio alla Operazione Anello con la quale migliaia di armeni vengono deportati dalla regione di Shahumian situata nel nord del Nagorno Karabakh[12]
- 19-21 agosto: tentato colpo di stato a Mosca
- 30 agosto: l'Azerbaigian esce dall'Unione Sovietica[13]
- 2 settembre: il Nagorno Karabakh dichiara la propria indipendenza
- 21 settembre: un referendum conferma l'indipendenza dell'Armenia[14]
- 10 dicembre: referendum confermativo per la indipendenza del Nagorno Karabakh